# Tlenek rutenu(IV)
Tlenek rutenu(IV), RuO2 – nieorganiczny związek chemiczny z grupy tlenków, w którym ruten występuje na IV stopniu utlenienia.
Może zostać otrzymany z pierwiastków w temperaturze 1000 °C. Krystalizuje w układzie tetragonalnym (rutylu). Ma barwę od niebieskiej lub szarej do czarnej, choć intensywny kolor może wynikać z obecności rutenu na innym stopniu utlenienia, np. III. Jest nierozpuszczalny w wodzie i kwasach oraz mało reaktywny. Pod wysokim ciśnieniem tetragonalna struktura rutylu przekształca się w strukturę regularną o bardzo niskiej ściśliwości porównywalnej z diamentem.
Tlenek rutenu(IV) stosowany jest jako katalizator w syntezie organicznej, a także jako materiał powierzchniowy układów scalonych i anod stałowymiarowych w procesach chloro-alkalicznych.